# Васил Априлов (булевард в Пловдив)
Булевард „Васил Априлов“ е основен, радиален булевард на Пловдив, чрез който се стига от Автомагистрала Тракия до Централна гара Пловдив. Предвижда се изграждане на тунел под гарата, който да изведе трафика от булеварда до булевард Македония, с което булевард „Васил Априлов“ ще се превърне във вътрешноградска магистрала.
Булевардът започва като продължение на „Голямоконарско шосе“, където то достига границите на Пловдив. След това пресича булевард „Дунав“ и булевард „България“ в район „Северен“. Пресичайки река Марица по „Зеления мост“, булевардът минава в район „Централен“, където пресича най-дългия булевард в града „Шести септември“, булевард „Пещерско шосе“ и булевард „Любен Каравелов“ преди да достигне до кръговото на централна гара. На кръговото има връзка с
булевард „Христо Ботев“, булевард „Руски“ и улица „Иван Вазов“.

## История
Формирането на павираната улица „Васил Априлов“ като булевард започва в средата на 1980-те, когато автомагистрала „Тракия“ достига Пловдив.
Във връзка с разширяване на булеварда общината в Пловдив започна отчуждаване на терени, попадащи в улична регулация.
Реконструкция на булеварда започна през есента на 2018 г. от колелото при Централна гара. Изградена е нова канализация - магистрален водопровод и топлофикация. Монтирано е LED осветление. Изградена е нова велоалея. Тротоарите по целия булевард ще са защитени с анти паркинг колчета. Монтирани са преградни пана между двете пътни платна. По план се предвижда разширяване на участъка между „Пещерско шосе“ и „Шести септември“, като булевардът ще стане с две платна с по 3 ленти и голяма средна разделителна ивица.

## Забележителности
По и близо до булеварда са следните забележителности и институции:
- Средно училище „Св. Климент Охридски“
- Ректоратът на Медицинския университет
- Университет по хранителни технологии
- Зеления мост